# Hardy–Littelwoods zetafunktionsförmodanden
Inom matematiken är Hardy–Littlewoods zetafunktion-förmodanden, uppkallade efter Godfrey Harold Hardy och John Edensor Littlewood, två förmodanden gällande avståndet mellan och densiteten av nollställena av Riemanns zetafunktion.
Låt {\displaystyle N(T)} vara totala antalet nollställen och {\displaystyle N_{0}(T)} totala antalet nollställen av udda ordning av funktionen {\displaystyle \zeta {\bigl (}{\tfrac {1}{2}}+it{\bigr )}} i intervallet 
{\displaystyle (0,T]}.
Hardy och Littlewood gjorde två förmodanden. Dessa förmodanden öppnade nya riktningar inom zetafunktionens teori. 
1. För alla {\displaystyle \varepsilon >0} finns det {\displaystyle T_{0}=T_{0}(\varepsilon )>0} så att för {\displaystyle T\geq T_{0}} och {\displaystyle H=T^{0.25+\varepsilon }} innehåller intervallet {\displaystyle (T,T+H]} ett nollställe av udda ordning av funktionen {\displaystyle \zeta {\bigl (}{\tfrac {1}{2}}+it{\bigr )}}.
2. För alla {\displaystyle \varepsilon >0} finns det {\displaystyle T_{0}=T_{0}(\varepsilon )>0} och {\displaystyle c=c(\varepsilon )>0} så att för {\displaystyle T\geq T_{0}} och {\displaystyle H=T^{0.5+\varepsilon }} gäller olikheten {\displaystyle N_{0}(T+H)-N_{0}(T)\geq cH}.
1942 studerade Atle Selberg problemet 2 och bevisade att för alla {\displaystyle \varepsilon >0} finns det {\displaystyle T_{0}=T_{0}(\varepsilon )>0} och {\displaystyle c=c(\varepsilon )>0} sådant att för {\displaystyle T\geq T_{0}} och {\displaystyle H=T^{0.5+\varepsilon }} gäller olikheten  {\displaystyle N(T+H)-N(T)\geq cH\log T}.